# Ulrich Hofmann (Chemiker)
Ulrich Hofmann (* 22. Januar 1903 in München; † 5. Juli 1986 in Heidelberg) war ein deutscher Chemiker.

## Leben
Hofmann, Sohn des Chemikers Karl Andreas Hofmann, studierte Chemie an der TU Berlin mit dem Abschluss Diplom 1925 und promovierte 1926 bei seinem Vater mit der Arbeit Glanzkohlenstoff und die Reihe des schwarzen kristallinen Kohlenstoffs.
1931 habilitierte er sich über Graphitsäure und wurde danach an der Technischen Hochschule Berlin als Dozent tätig.
Zum 1. Mai 1937 trat er der NSDAP bei (Mitgliedsnummer 4.073.375). 1937 wurde er Professor für Chemie und Leiter des Chemischen Instituts der Universität Rostock.
Er leistete nur kurz Wehrdienst im Zweiten Weltkrieg, da er für kriegswichtige Arbeiten freigestellt war.
1942 wurde er Leiter des Instituts für Anorganische und Analytische Chemie an der TH Wien, an der er auch ein Elektronenmikroskop (von Manfred von Ardenne) installierte.
1945 verließ er Wien und lehrte ab 1948 Chemie an der Philosophisch-theologischen Hochschule Regensburg, wo zuvor keine Chemie unterrichtet worden war und er sein Labor erst aufbauen musste. 1951 ging er ans Eduard-Zintl-Institut der TH Darmstadt. 1960 wurde er Leiter des Instituts für Anorganische Chemie an der Universität Heidelberg. und 1971 emeritiert.

## Werk
Hofmann befasste sich insbesondere mit der Chemie von Tonmineralien, ebenso mit Pigmenten und antiken Keramiken. Mit Kurd Endell untersuchte er in den 1930er-Jahren den Aufbau von Tonmineralien unter anderem mit Röntgenstrukturanalyse. Unter anderem veröffentlichten sie 1933 über die Struktur des Tonminerals Montmorillonit. Er fand auch mit Kurd Endell den Grund, warum sich deutsche Bentonite im Gegensatz zu denen aus Wyoming in den USA nicht für die Bauindustrie eigneten – das Kation zwischen den Silikatschichten war im amerikanischen Bentonit Natrium, im deutschen Vorkommen Calcium oder Magnesium. Durch Zusatz von Natriumcarbonat ließ sich aber deutscher Bentonit ebenfalls verwenden, was sie 1934/35 zum Patent anmeldeten. Hofmann untersuchte auch bei anderen Tonen (wie Kaolin), wie sich die Eigenschaften (zum Beispiel Schwellverhalten) bei Wasseraufnahme mit den Kationen zwischen den Silikatschichten änderten.
In Fortsetzung der Arbeiten von Peter Debye und Paul Scherrer, die die Struktur von Graphit und Diamant mit Röntgenstrahlen analysierten, untersuchte er unter anderem Glanzkohlenstoff und Graphitoxid und er untersuchte zum Beispiel Absorptionsvermögen und katalytische Aktivität von Graphiten und Graphitwachstum bei hohen Temperaturen. Das brachte ihn auch in Kontakt mit der Industrie, so vor dem Zweiten Weltkrieg mit Siemens-Plania in Berlin. Mit Manfred von Ardenne untersuchte er 1941 Ruß-Partikel elektronenmikroskopisch und fand sie aufgebaut aus Ketten sphärischer Kohlenstoffgebilde.

## Ehrungen und Mitgliedschaften
1952 wurde er erster Präsident der Deutschen Gesellschaft für Elektronenmikroskopie. 1955 erhielt er den Alfred-Stock-Gedächtnispreis, 1964 die Seger-Plakette, 1965 den Wolfgang-Ostwald-Preis. Er war Mitglied der Heidelberger Akademie der Wissenschaften (1961) und der Leopoldina (1962). 1968 wurde er Ehrendoktor der Universität München.